# Peder Vilhelm Klint

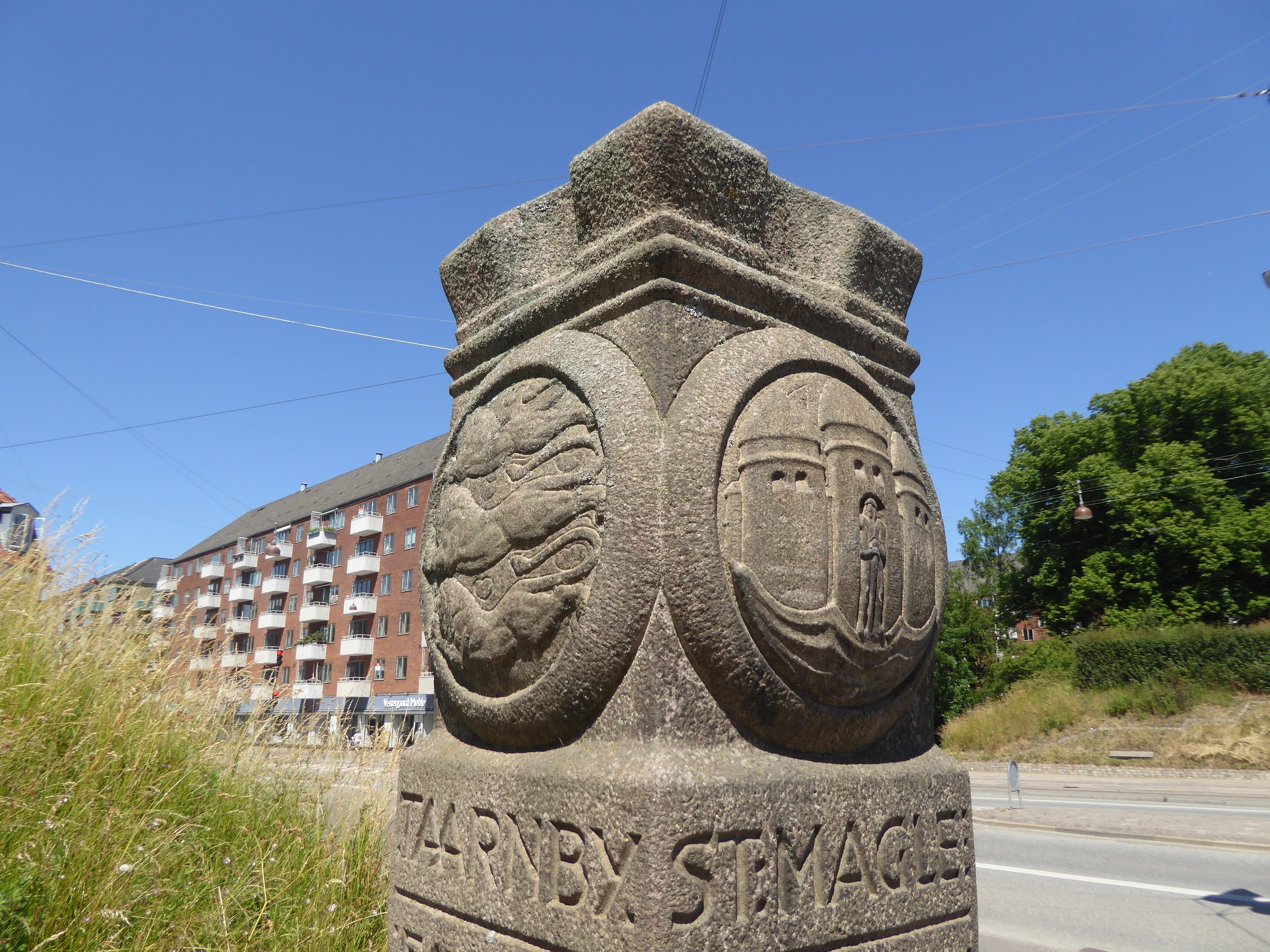
Nollpunktstenen på Torvegade vid Amagerport i Köpenhamn

Peder Vilhelm Jensen Klint, född 21 juni 1853 i Slagelse i Danmark, död 1 december 1930 i Köpenhamn, var en dansk arkitekt, formgivare och målare.

## Biografi
Peder Vilhelm Jensen Klint började på Polyteknisk Læreanstalt 1870 och tog examen som byggnadsingenjör 1877. Han fortsatte sedan på Kunstakademiets målarskola, där han studerade fram till 1885.
Efter att ha försökt bygga en karriär som konstmålare, måste han till sist av ekonomiska skäl ge upp detta och tog arbete som ingenjör vid kustskyddet i Lemvig 1889 och därefter som assistent åt stadsingenjören i Köpenhamn 1890–1897. Han arbetade dessutom som teckningslärare vid Landbohøjskolen 1892–1916. Under tiden fortsatte han även med enklare konstnärlig verksamhet inom målning och skulptur.

## Arkitekt
Med gymnastikhuset på Vodroffsvej i Frederiksberg fick han ett namn som arkitekt och blev upptagen i Akademisk Arkitektforening. I hans fortsatta arbete som arkitekt dominerade inverkan av gotisk stil och barockstil.
Klint har bland annat byggt kyrkorna Sankt Hans Tveje i Odense (1919–20) och Grundtvigskyrkan i Bispebjerg i Köpenhamn, byggd 1921–1940. Den fullbordades efter hans död av sonen Kaare Klint.
Han bildade med likasinnade 1909 Den fri Architektforening.
År 1924 tilldelades han C.F. Hansen-medaljen.

## Bildgalleri

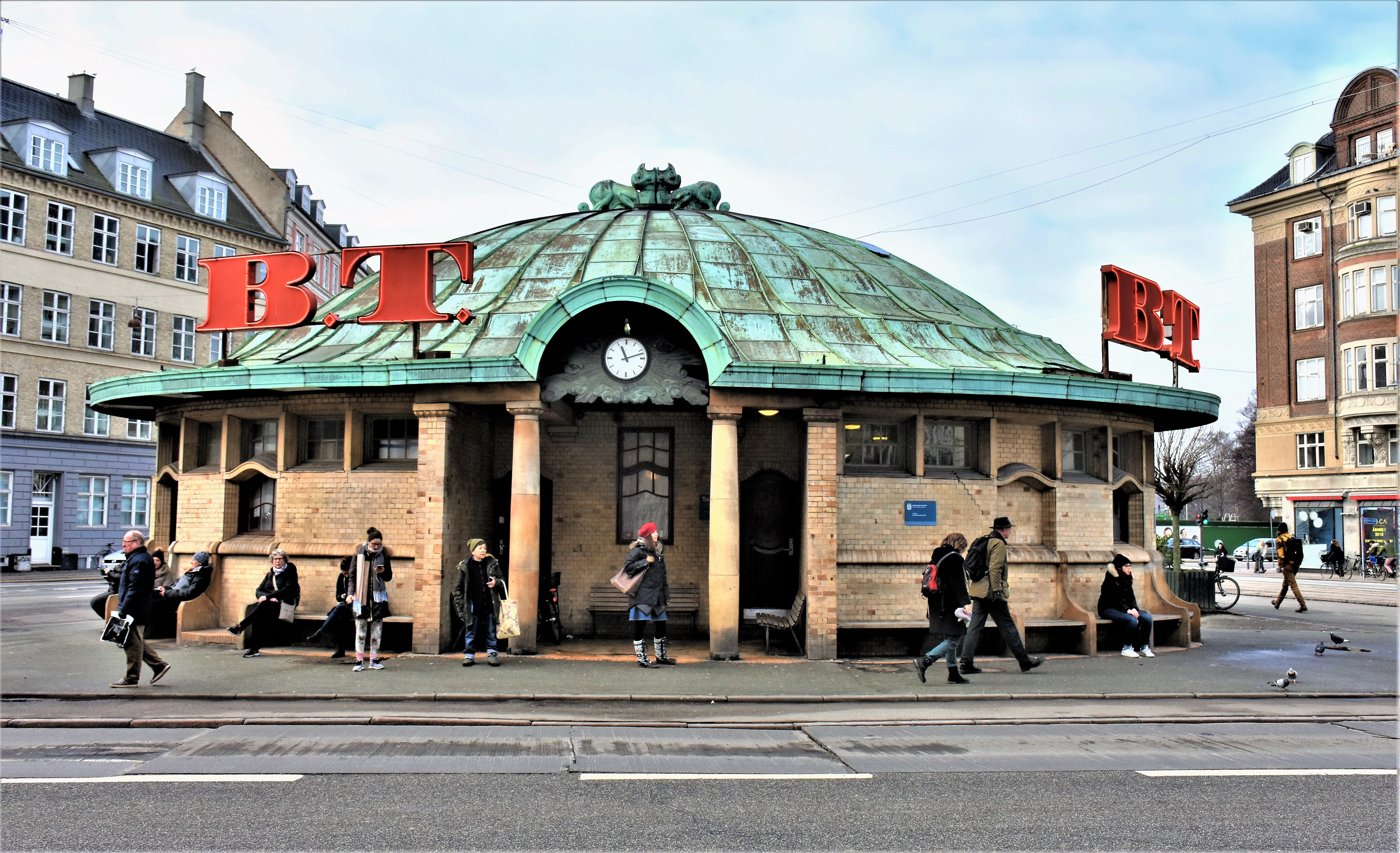
Spårvagnshållplats Bien, Triangeln, Köpenhamn
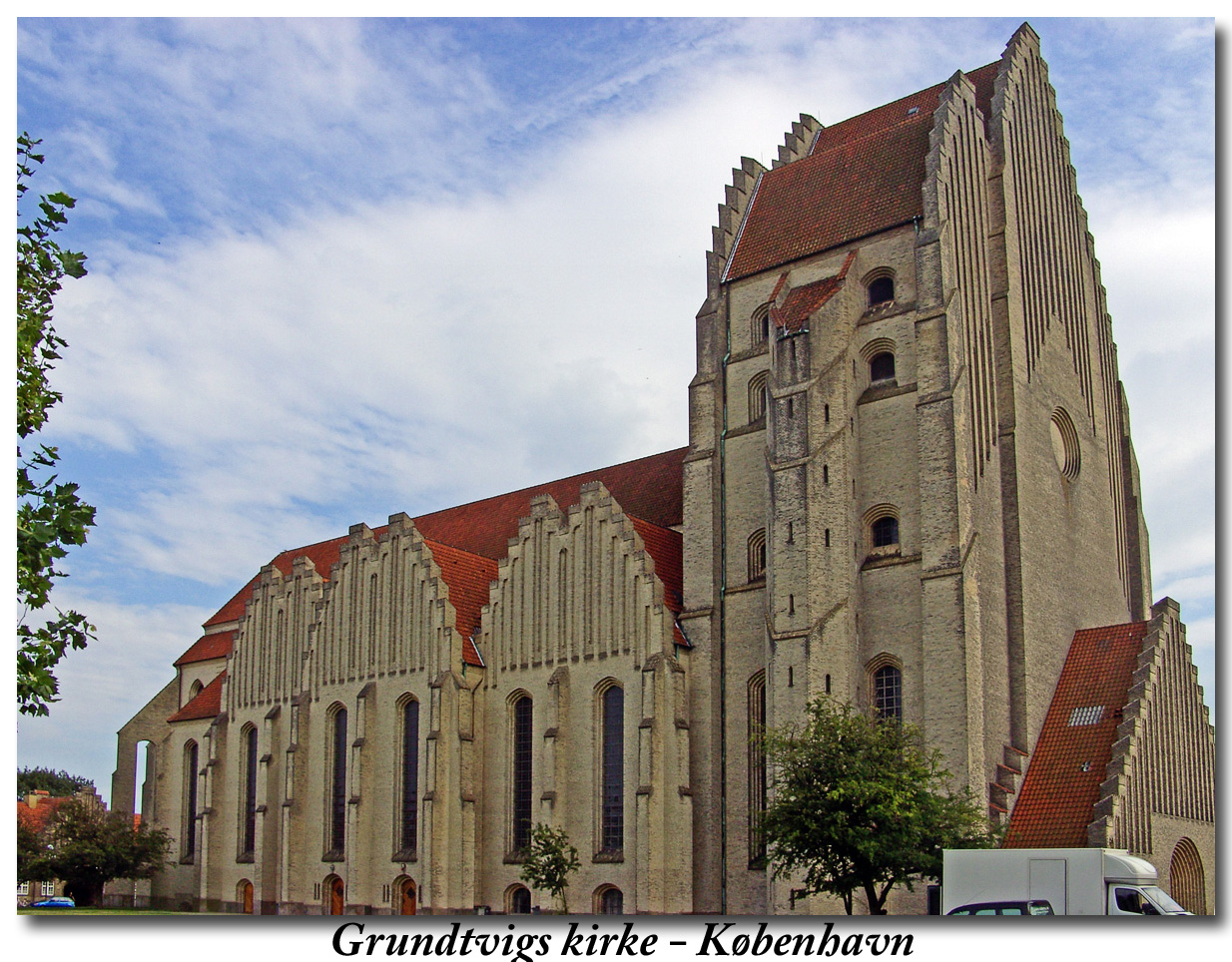
Grundtvigs Kirke, Köpenhamn
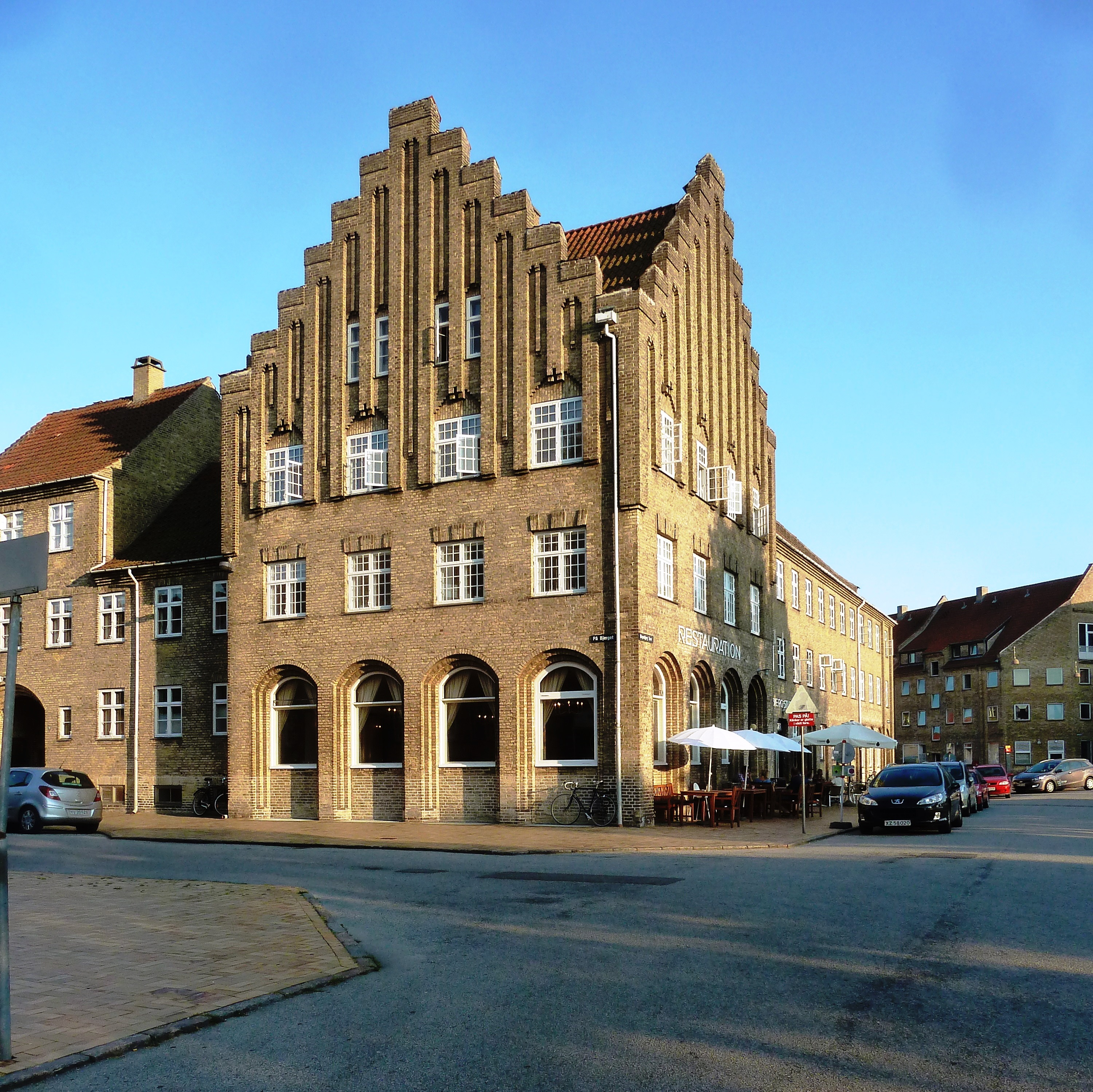
Bispebjerg, Köpenhamn
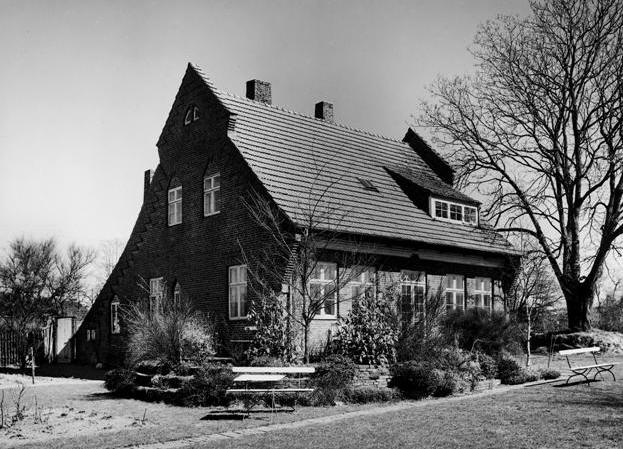
Thorvald Aagaards hus, Ryslinge, Fyn